# Bathin

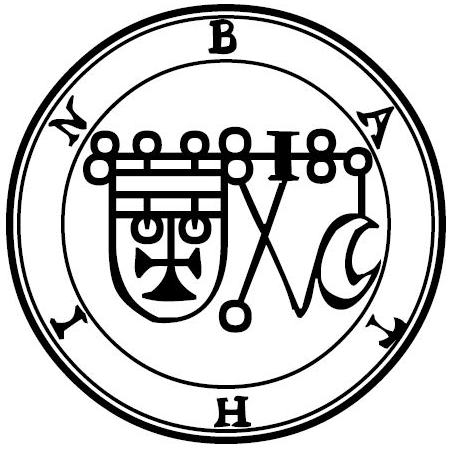
Sello de Bathin. The Goetia: The Lesser Key of Solomon the King (1904)

Bathin, también escrito Batin, Bathyn o  Bathym es un demonio, una mujer duquesa de la segunda orden del infierno. Comanda 30 legiones de demonios y puede teletransportar a quien lo invoque a donde quiera que deseen ir; también enseña las virtudes de las hierbas aromáticas, especias y piedras preciosas. Según el Libro de San Cipriano, Bathin se encuentra bajo las órdenes del demonio Fleuretty. 